# Alireza Azizi
Alireza Azizi (en persa: علیرضا عزیزی‎; Abadan, Irán; 14 de enero de 1949 – Teherán, Irán; 7 de agosto de 2021) fue un futbolista de Irán que jugaba en la posición de centrocampista.

## Carrera

### Club
| Periodo   | Club          |
| --------- | ------------- |
| 1972–1975 | Homa FC       |
| 1975–1979 | Persepolis FC |
| 1979      | Bank Melli FC |

### Selección nacional
Jugó para Irán de 1972 a 1976 con la que anotó dos goles en siete partidos, los cuales fueron en la victoria por 8-0 ante Yemen del Sur en la Copa Asiática 1976. También participó en dos ediciones de los Juegos Olímpicos.

## Logros

### Club
- Liga de Fútbol de Irán: 1

1975/76
- Liga de Teherán: 1

1972/73
- Copa Hazfi de Teherán: 1

1978/79

### Selección nacional
- Copa Asiática: 1

1976